# Campionati europei di biathlon 2013
I Campionati europei di biathlon 2013 sono stati la 20ª edizione della manifestazione. Si sono svolti a Bansko, in Bulgaria, dal 18 al 26 febbraio 2013.

## Programma
| Giorno      | Ora (UTC+1) | Evento                         |
| ----------- | ----------- | ------------------------------ |
| 20 febbraio | 9:00        | 12,5 km individuale junior F   |
| 20 febbraio | 12:00       | 15 km individuale junior M     |
| 21 febbraio | 9:00        | 15 km individuale F            |
| 21 febbraio | 12:00       | 20 km individuale M            |
| 22 febbraio | 9:00        | 7,5 km sprint junior F         |
| 22 febbraio | 12:00       | 10 km sprint junior M          |
| 24 febbraio | 9:00        | 12,5 km inseguimento junior M  |
| 24 febbraio | 13:00       | 10 km inseguimento junior F    |
| 24 febbraio | 14:45       | 7,5 km sprint F                |
| 25 febbraio | 9:00        | Staffetta mista 2x6 + 2x7,5 km |
| 25 febbraio | 12:00       | 10 km sprint M                 |
| 25 febbraio | 14:15       | 10 km inseguimento F           |
| 26 febbraio | 9:00        | 12,5 km inseguimento M         |
| 26 febbraio | 12:00       | Staffetta 4x6 km F             |
| 26 febbraio | 16:00       | Staffetta 4x7,5 km M           |

## Podi

### Uomini
| Evento               | Oro                        | Tempo      | Argento                    | Tempo      | Bronzo         | Tempo      |            |
| 20 km individuale    | Serhiy Semenov             | 52:50.2    | Tobias Arwidson            | 53:04.5    | Krasimir Anev  | 53:09.3    |            |
| 10 km sprint         | Vetle Sjåstad Christiansen | 25:34.4    | Benedikt Doll              | 25:51.9    | Artem Pryma    | 26:23.1    |            |
| 12,5 km inseguimento | Benedikt Doll              | 35:35.08'  | Vetle Sjåstad Christiansen | 35:57.33   | Timofej Lapšin | 36:00.52   |            |
| Staffetta 4x7,5 km   | cancellata                 | cancellata | cancellata                 | cancellata | cancellata     | cancellata | cancellata |

#### Juniores
| Evento               | Oro               | Tempo   | Argento        | Tempo   | Bronzo             | Tempo   |
| Individuale 15 km    | Aleksandr Loginov | 42:57.9 | Maksim Cvetkov | 45:07.7 | Benjamin Plaickner | 46:59.2 |
| 10 km sprint         | Aleksandr Loginov | 25:56.1 | Maksim Cvetkov | 26:16.1 | Timur Makhambetov  | 26:57.2 |
| 12,5 km inseguimento | Aleksandr Loginov | 30:59.0 | Maksim Cvetkov | 32:29.8 | Mathieu Legrand    | 34:07.7 |

### Donne
| Evento             | Oro                                                                   | Tempo     | Argento                                                                      | Tempo     | Bronzo                                                            | Tempo     |
| 15 km individuale  | Anastasija Zagorujko                                                  | 48:04.09  | Ane Skrove Nossum                                                            | 49:17.5   | Monika Hojnisz                                                    | 48:38.2   |
| 7,5 km sprint      | Irina Starych                                                         | 21:28.1   | Julija Džyma                                                                 | 21:28.5   | Monika Hojnisz                                                    | 21:33.7   |
| 10 km inseguimento | Monika Hojnisz                                                        | 29:06.3   | Franziska Preuß                                                              | 30:49.5   | Karolin Horchler                                                  | 31:27.6   |
| Staffetta 4x6 km   | Germania Nicole Woetzel Vanessa Hinz Franziska Preuß Karolin Horchler | 1:11:12.7 | Rep. Ceca Jitka Landová Lea Johanidesova Eva Puskarčíková Veronika Zvařičová | 1:11:36.7 | Ucraina Julija Džyma Iana Bondar Irina Varvynets Mariia Panfilova | 1:11:39.8 |

#### Juniores
| Evento              | Oro             | Tempo   | Argento             | Tempo   | Bronzo              | Tempo   |
| 12,5 km individuale | Anaïs Chevalier | 43:05.1 | Elena Ankudinova    | 44:00.8 | Lisa Theresa Hauser | 44:22.9 |
| 7,5 km sprint       | Ul'jana Kajševa | 25:04.6 | Lisa Theresa Hauser | 25:18.7 | Floriane Parisse    | 25:36.6 |
| 10 km inseguimento  | Patricia Jost   | 31:58.3 | Lisa Theresa Hauser | 33:04.0 | Anaïs Chevalier     | 33:35.1 |

### Misti
| Evento                 | Oro                                                                             | Tempo     | Argento                                                                      | Tempo     | Bronzo                                                              | Tempo     |
| Staffetta 2x6+2x7,5 km | Francia Anaïs Chevalier Floriane Parisse Mathieu Legrand Quentin Fillon Maillet | 1:15:40.4 | Russia Elena Badania Elena Ankudinova Alexander Chernyshov Timur Makhambetov | 1:15:40.5 | Ucraina Julija Zhuravok Alla Ghilenko Ruslan Talenko Artem Tyščenko | 1h18'03"9 |

## Medagliere
| Pos.   | Paese     | Oro | Argento | Bronzo | Totale |
| ------ | --------- | --- | ------- | ------ | ------ |
| 1      | Germania  | 2   | 2       | 1      | 5      |
| 2      | Russia    | 2   | 0       | 1      | 3      |
| 3      | Norvegia  | 1   | 2       | 0      | 3      |
| 4      | Ucraina   | 1   | 1       | 2      | 4      |
| 5      | Polonia   | 1   | 0       | 2      | 3      |
| 6      | Svezia    | 0   | 1       | 0      | 1      |
| 6      | Rep. Ceca | 0   | 1       | 0      | 1      |
| 8      | Bulgaria  | 0   | 0       | 1      | 1      |
| Totale | Totale    | 7   | 7       | 7      | 21     |

### Juniores
| Pos.   | Paese    | Oro | Argento | Bronzo | Totale |
| ------ | -------- | --- | ------- | ------ | ------ |
| 1      | Russia   | 4   | 5       | 1      | 10     |
| 2      | Francia  | 2   | 0       | 3      | 5      |
| 3      | Svizzera | 1   | 0       | 0      | 1      |
| 4      | Austria  | 0   | 2       | 1      | 3      |
| 5      | Italia   | 0   | 0       | 1      | 1      |
| 5      | Ucraina  | 0   | 0       | 1      | 1      |
| Totale | Totale   | 7   | 7       | 7      | 21     |